# United Supermarkets Arena
L'United Supermarkets Arena (United Spirit Arena jusqu'en 2014) est une salle omnisports située à Lubbock au Texas. United Supermarkets, une enseigne de supermarchés fondée à Lubbock avec de nombreux magasins dans l'ouest du Texas, a été un contributeur majeur. Ainsi, il a été accordé les droits de naming.
C'est le domicile des équipes masculine et féminine de basket-ball de l'université (Texas Tech Red Raiders) et de l'équipe féminine de volley-ball. L'United Supermarkets Arena a une capacité de 15 020 places.

## Galerie

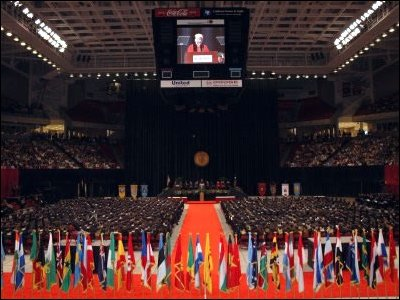

## Événements
- Concert de Elton John, 8 février 2000